# Штейбельт, Даниэль
Даниэль Готлиб Штейбельт (нем. Daniel Gottlieb Steibelt; 22 октября 1765, Берлин — 20 сентября (2 октября) 1823, Санкт-Петербург) — немецкий пианист и композитор.
Учился в Берлине у Иоганна Кирнбергера. По настоянию отца-офицера поступил в прусскую армию, однако затем нашёл возможность вернуться к музыкальной карьере. В 1790—1796 гг. жил и работал в Париже, преподавал, в 1793 году в Театре Фейдо была поставлена его наиболее известная опера «Ромео и Джульетта». Затем провёл несколько лет в Лондоне, широко гастролировал по Европе. В 1800 году в Вене вызвал на состязание в пианистическом искусстве Людвига ван Бетховена, которое последний безоговорочно выиграл. В том же году в Париже организовал французскую премьеру оратории Йозефа Гайдна «Сотворение мира». В 1802—1805 гг. вновь работал в Англии, затем вернулся в Париж и приветствовал победы Наполеона сочинением «Празднество Марса» (фр. La Fête de Mars), премьера которого состоялась 6 февраля 1806 года в присутствии самого Наполеона.
С 1809 года жил в Санкт-Петербурге. Некоторое время возглавлял Императорскую оперу, преподавал (в числе учеников Штейбельта был Алексей Верстовский), давал концерты (часто совместно с Джоном Филдом). Изобрел используемые по настоящее время обозначения взятия и снятия педали. В Петербурге появились опера Штейбельта «Золушка» (1810), несколько балетов, последние концерты для фортепиано с оркестром (среди которых выделяется Восьмой, 1820, с масштабной партией хора в финале), многие фортепианные пьесы, в том числе «Пожар Москвы» и «Торжественный марш на вход в Париж Его Величества императора Александра I». Штейбельту также принадлежит ряд обработок и переложений, в том числе известная аранжировка Концертной симфонии Дж. Б. Виотти для фортепиано с оркестром, и Школа фортепианной игры (1805).